# Luneta (arquitectura)

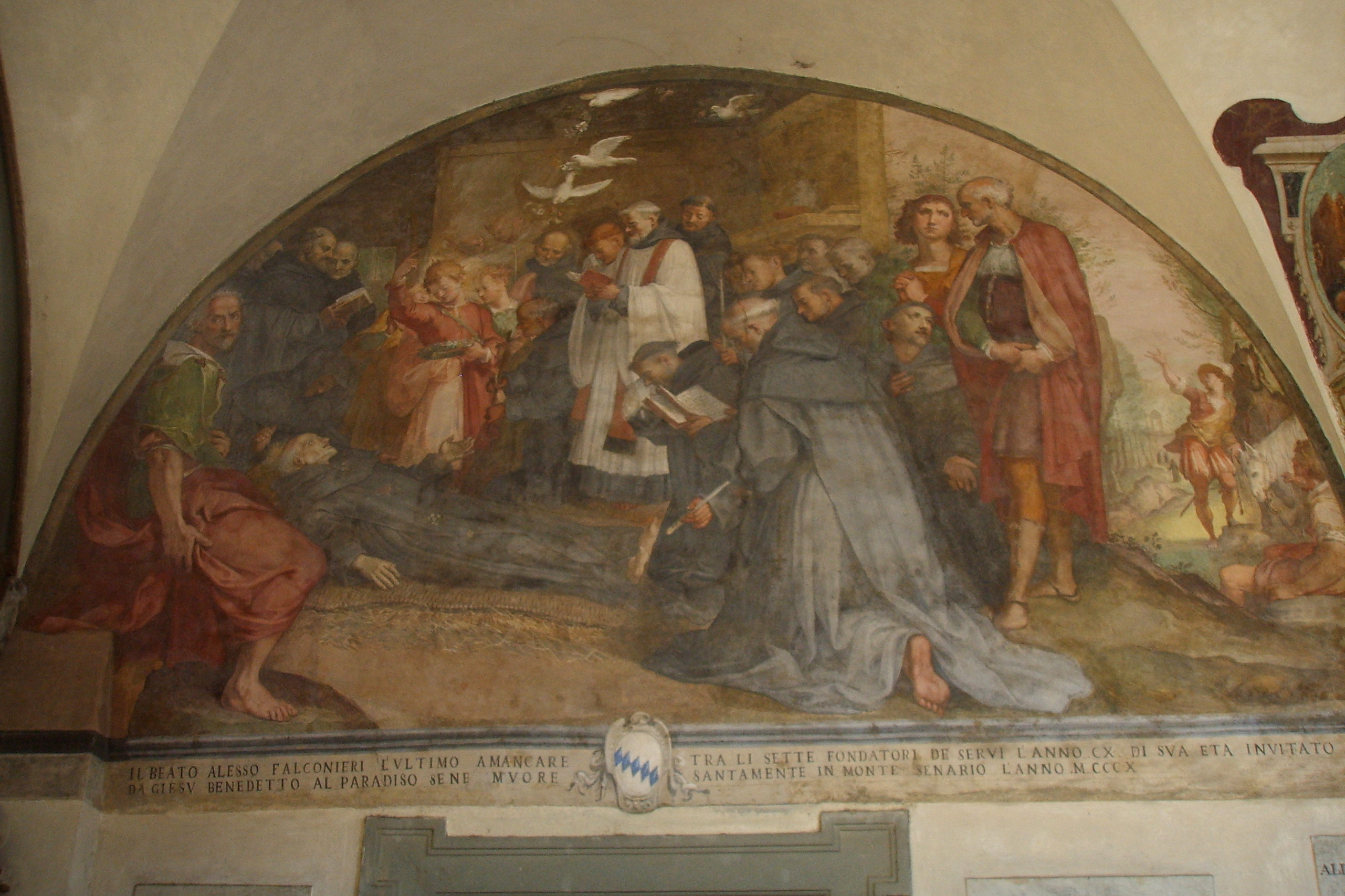
Fresco de Bernardino Poccetti, en una luneta (Florencia).

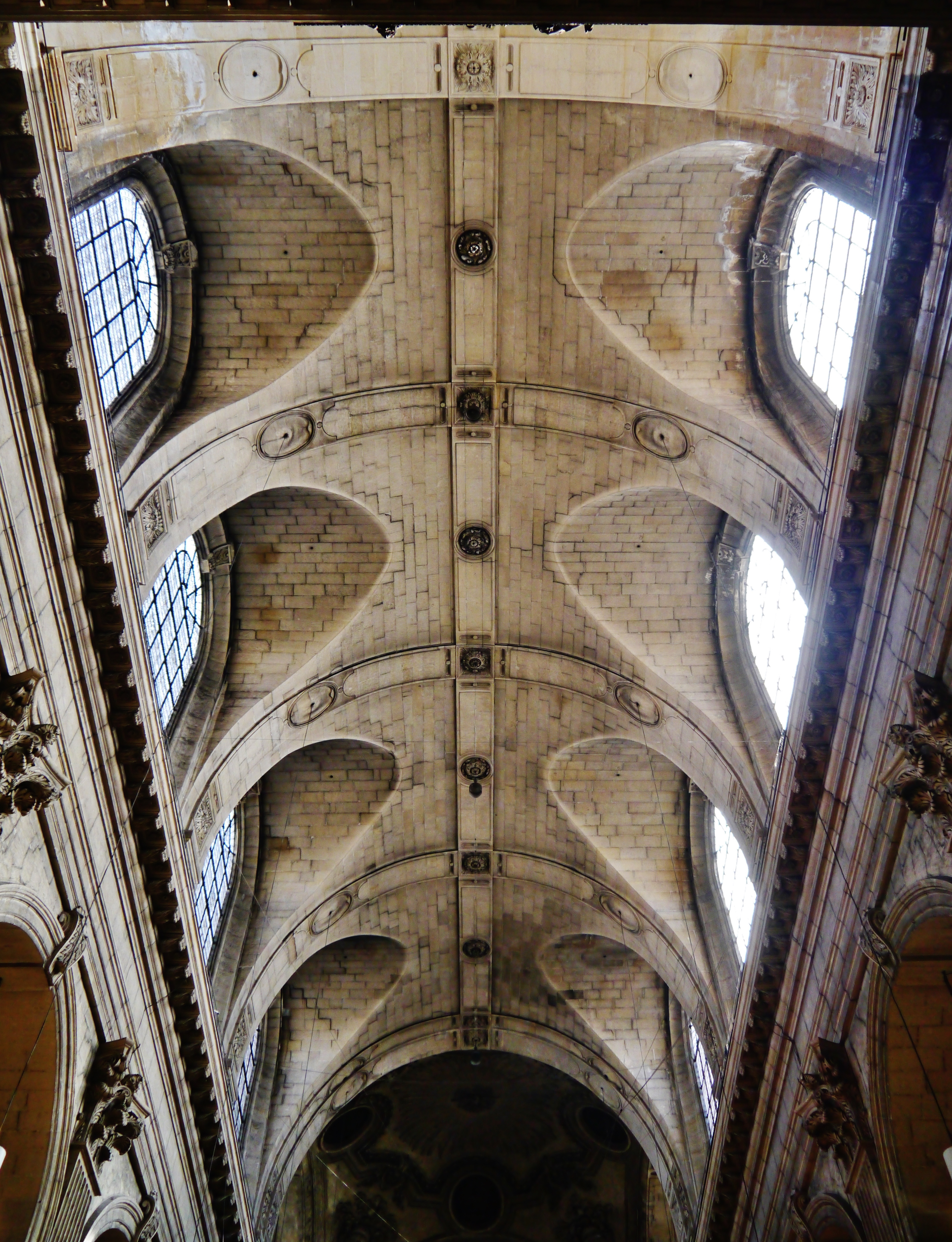
Bóveda de cañón con lunetas que dejan pasar la luz, Iglesia de San Sulpicio (París).

La luneta o luneto (diminutivo de "luna·, misma palabra que en latín) es un elemento arquitectónico característico de edificios cubiertos por bóvedas.

## Tipo de lunetas o lunetos
Se denomina así la porción de pared que resulta de la intersección de la bóveda con la propia pared. [cita requerida]
También el hueco practicado en una cúpula o una bóveda por otra bóveda que intersecciona con ella, generalmente para iluminar. En el caso de bóvedas con arcos, la luneta adquiere la forma semicircular; también puede construir formas de órdenes agudo, rebajado, elíptico, etc.
La luneta es particularmente interesante en la historia del arte, ya que a menudo se ha decorado con pinturas al fresco o de otro tipo, o esculturas.
Por similitud de forma, se denomina también luneta al espacio existente entre el arquitrabe de una puerta y un arco superior. Por último, se denomina luneta a la mesa semicircular dispuesta como remate de un retablo. 
La decoración de las lunetas con esculturas se difundió en el periodo románico por Francia y España. Sucesivamente se fue extendiendo también por algunas regiones de Italia, como Verona y Pisa.

## Galería

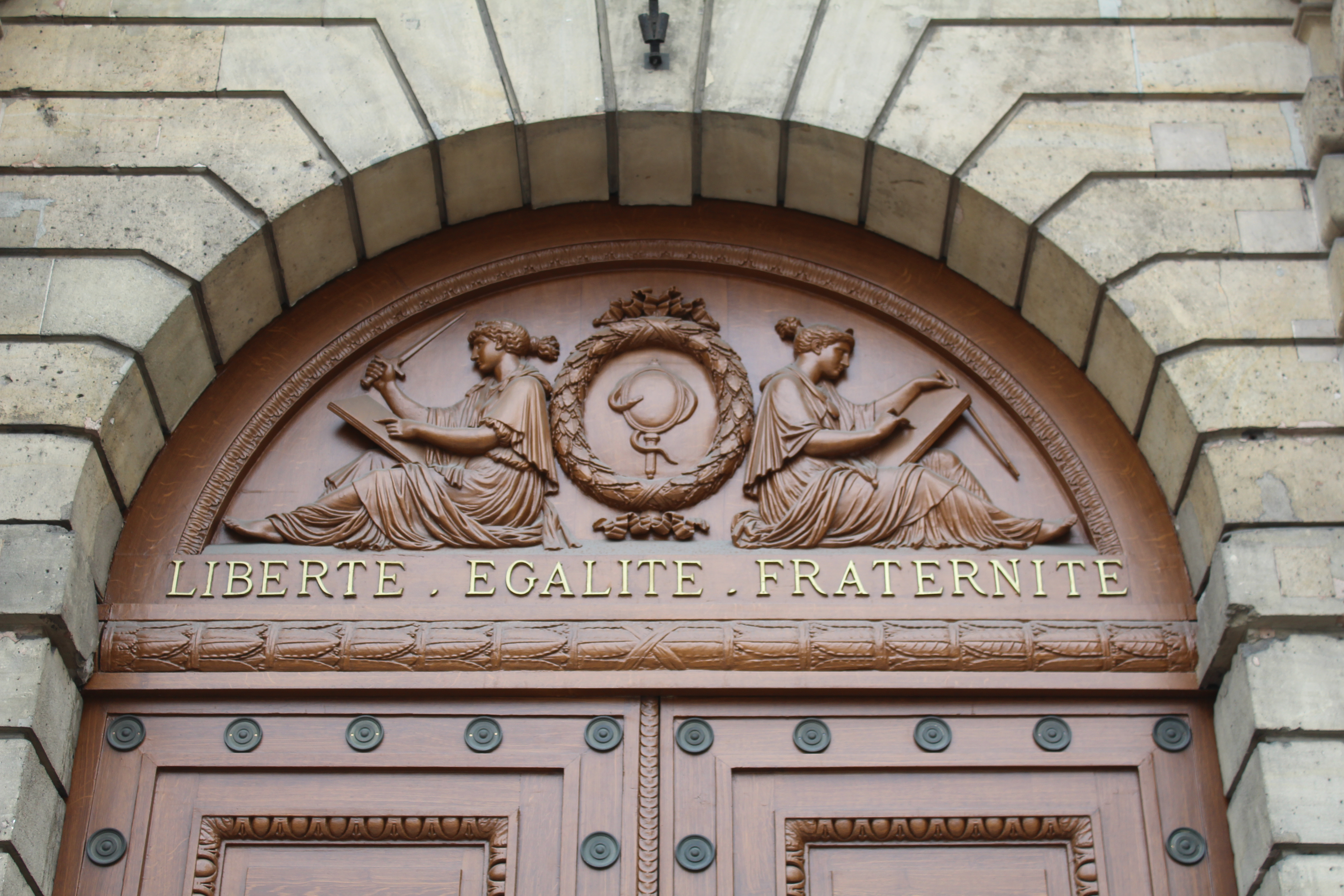
Luneta sobre la puerta principal del Palacio de Luxemburgo en París.
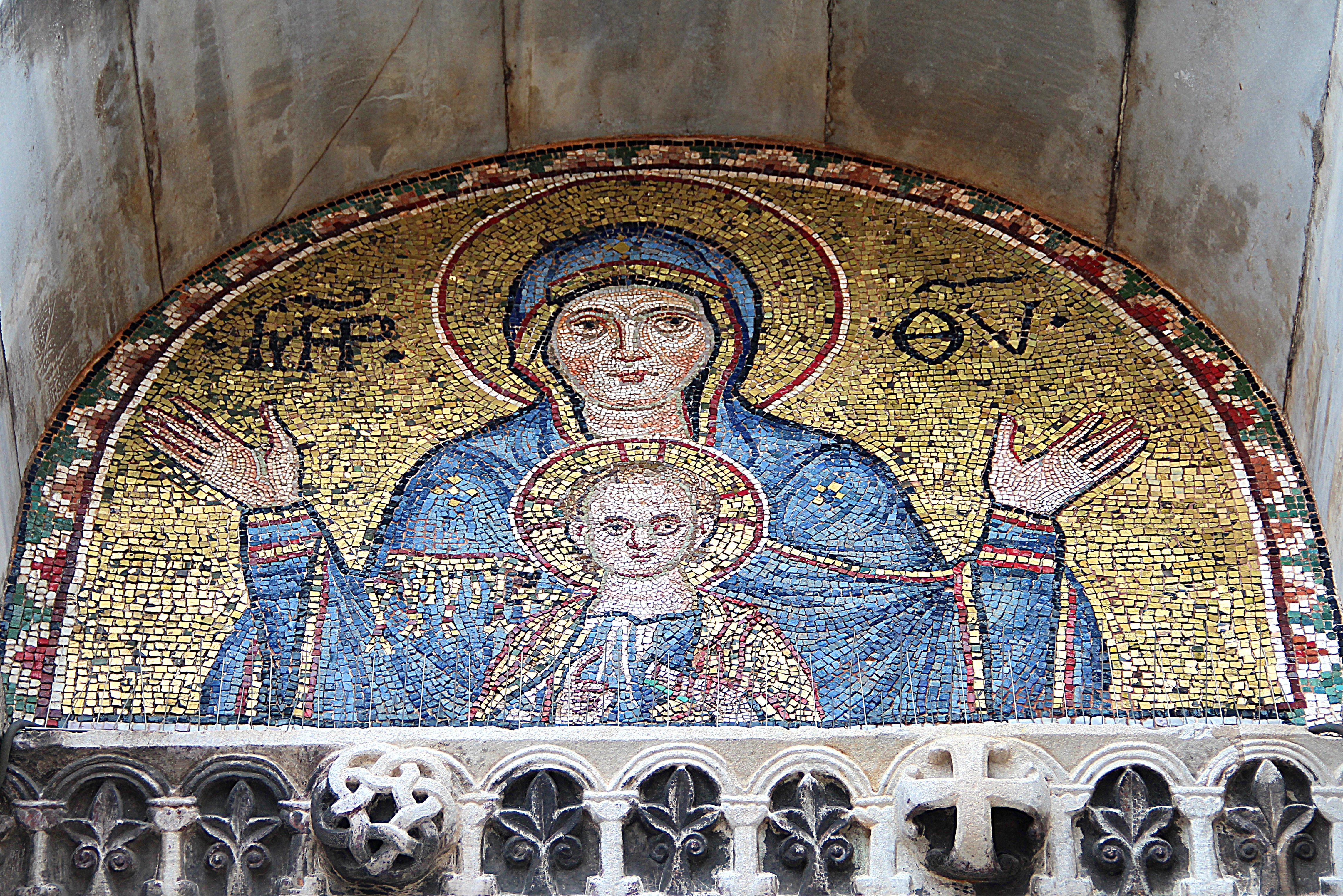
Luneta del pequeño nicho central de la galería sur de la basílica de San Marcos de Venecia.
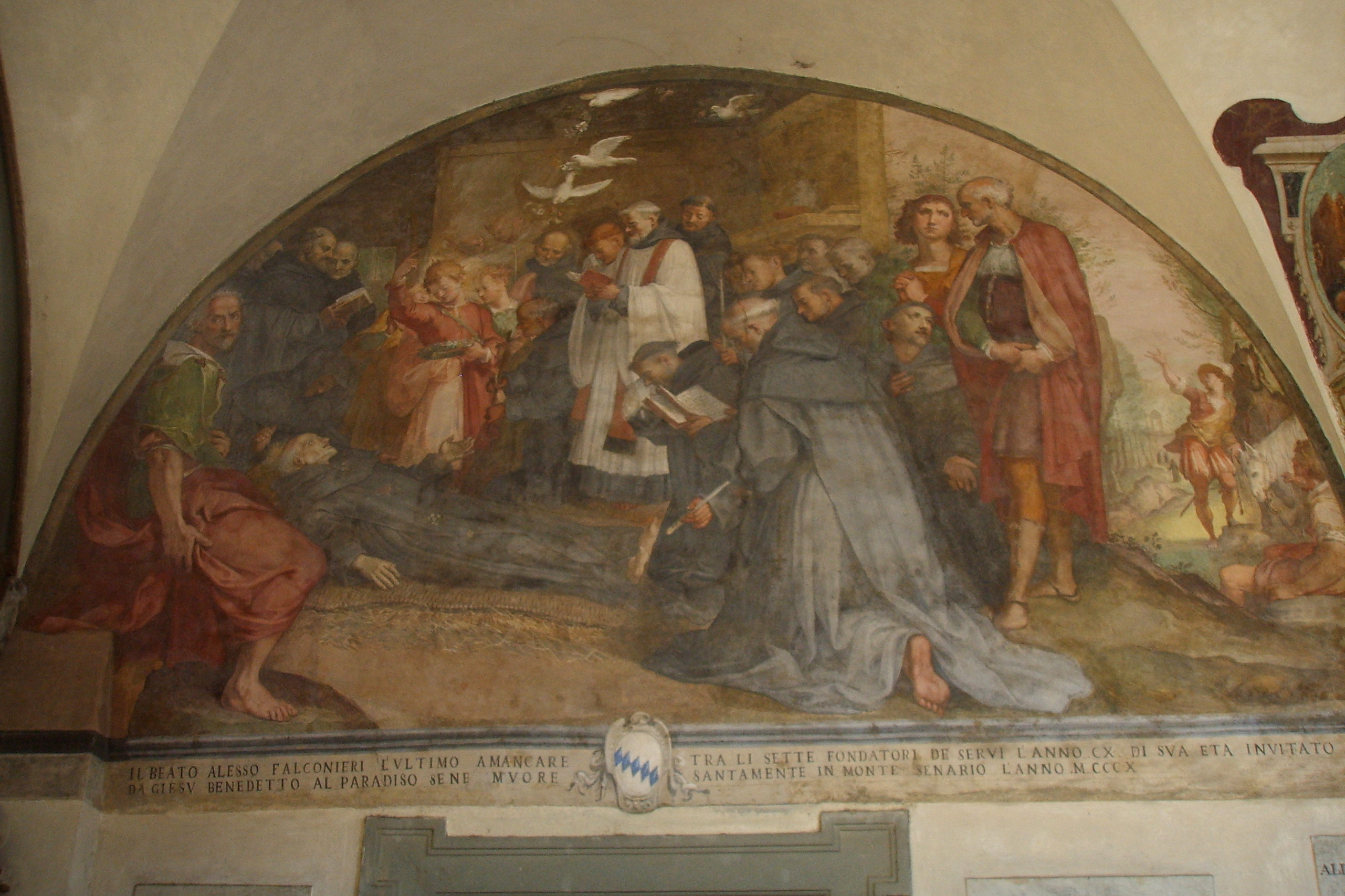
Luneta pintada al fresco, Bernardino Poccetti, claustro de la Basílica de la Santísima Anunciación (Florencia).